# میشائیل گویسدک
میشائیل گویسدک (آلمانی: Michael Gwisdek؛ زادهٔ ۱۴ ژانویهٔ ۱۹۴۲) بازیگر و کارگردان اهل آلمان است. وی از سال ۱۹۶۸ میلادی تاکنون مشغول فعالیت بوده‌است.
از فیلم‌ها یا برنامه‌های تلویزیونی که وی در آن نقش داشته است، می‌توان به خداحافظ لنین، گره بادر ماینهوف، بیرون آمدن، یک قهوه در برلین و یاسمین اشاره کرد.